# 576465 Craigwoodhams
576465 Craigwoodhams este o planetă minoră (asteroid) din centura de asteroizi. A fost descoperită pe 24 septembrie 2012 la  de Norman Falla⁠(d). 
Obiectul prezintă o orbită caracterizată de o semiaxă mare de 2,7914718554886 UAi, o excentricitate de 0,079800686877959, o înclinație de 3,3790410638567 ° în raport cu ecliptica.